# Panzergranate 40
Die Panzergranate 1940 (kurz PzGr. 40 oder Pzgr. 40) war eine deutsche Standardgranate, die im Zweiten Weltkrieg eingesetzt wurde. Gefertigt in verschiedenen Kalibern, war sie eine panzerbrechende Spezialmunition zum Einsatz im direkten Feuerkampf gegen stark gepanzerte Gefechtsfahrzeuge. Äußerlich ähnelte das Projektil der PzGr. 39, die vornehmlich als Granatpatrone gefertigt wurde und aus Kampfwagenkanonen (KwK), Panzerjägerkanonen (PjK) und Panzerabwehrkanonen (PaK) verschossen werden konnte. Bis zum Kriegsende kam es mehrfach zu Änderungen.

## Aufbau und Verwendung
Im Unterschied zur PzGr. 39 (APCBC-HE-T) war die PzGr. 40 ohne Sprengladung (HE), galt somit als „typenreines“ Wuchtgeschoss, und würde der heutigen Nomenklatur APCBC (englisch Armour Piercing, Capped, Ballistic Cap; panzerbrechend, mit Kappe und ballistischer Haube) entsprechen.
Sie war ein unterkalibriges Geschoss, bei dem der Führungsring am Geschoß blieb.
Zur Verbesserung der aerodynamischen Eigenschaft war auch hier die Granatspitze als ballistische Haube (BC) ausgeformt. Sie wurde aus plastisch kaltformbarem Metall gefertigt. Beim Aufschlag auf ein gepanzertes Ziel wurde die Haube verformt, schmiegte sich an die Metalloberfläche und bildete einen Pfropfen, durch den dann die „panzerbrechende Spitze“ (APC), der eigentliche Wucht- oder Wirkkörper auch „Penetrator“, panzerbrechend getrieben wurde. Der Penetrator selbst war aus Wolframcarbid gefertigt, musste jedoch im Verlauf des Krieges wegen Materialknappheit durch Wirkkörper aus gehärtetem Stahl ersetzt werden. Standardmäßig wurden die „Wolframgranaten“ für verschiedene Artilleriesysteme als Granatpatrone in den Kalibern 3,7 cm, 5 cm, 7,5 cm und 8,8 cm gefertigt und wirksam eingesetzt. Jedoch stand bereits für die 12,8-cm-Waffensysteme, wie beispielsweise die 12,8-cm-KwK 44, keine Wolfram-Hartkernmunition mehr zur Verfügung.
Insgesamt hatte hier der Penetrator im Unterschied zur PzGr. 39 eine größere Eigenmasse, die bei vergleichbaren Beschleunigungswerten höhere Durchschlagskräfte bewirkte. Dies ergab alles in allem in direktem Feuerkampf für alle Entfernungsbereiche überlegene bis zufriedenstellende Kampfwerte. Jedoch wurden Materialbeschaffung und Fertigung der Wolfram-Hartkerne immer schwieriger. Ab 1943 war die Produktion rückläufig, wodurch der Einsatz nur noch in begrenztem Umfang erfolgte. Die ab 1944 gefertigte PzGr. 40 mit einfachem Stahl-Penetrator zeigte dann auch deutlich geringere Durchschlagsleistungen gegenüber den Restbeständen (sofern überhaupt verfügbar) mit Wolfram-Penetrator.

## Einsatz in verschiedenen Waffensystemen
Die Granate war speziell für die Bekämpfung gepanzerter Gefechtsfahrzeuge ausgelegt und wurde bis zum Kriegsende immer weiter verbessert und modifiziert. Als eines der Standardprojektile wurde sie in verschiedenen Kalibern gefertigt, die in einer ganzen Reihe von Waffensystemen verschossen werden konnten. Die nachstehende Übersicht zeigt waffenbezogen (KwK/PaK/PjK) die Durchschlagsleistung verschiedener Kaliber dieses Projektils im Vergleich zu anderen panzerbrechenden Granattypen.
| Waffensystem                              | Waffensystem | Granate       | Entfernung … / Durchschlagswert … (in mm) | Entfernung … / Durchschlagswert … (in mm) | Entfernung … / Durchschlagswert … (in mm) | Entfernung … / Durchschlagswert … (in mm) | Entfernung … / Durchschlagswert … (in mm) |
| Kanone                                    | Kaliberlänge | Granate       | 100 m                                     | 500 m                                     | 1000 m                                    | 1500 m                                    | 2000 m                                    |
| ----------------------------------------- | ------------ | ------------- | ----------------------------------------- | ----------------------------------------- | ----------------------------------------- | ----------------------------------------- | ----------------------------------------- |
| 2-cm-KwK 30 2-cm-KwK 38                   | L/55         | PzGr. 39      | 20                                        | 14                                        | 9                                         | –                                         | –                                         |
| 2-cm-KwK 30 2-cm-KwK 38                   | L/55         | PzGr. 40      | 49                                        | 20                                        | –                                         | –                                         | –                                         |
| 3,7-cm-KwK 36 3,7-cm-PaK 36               | L/45         | PzGr. 39      | 41                                        | 35                                        | 29                                        | 24                                        | –                                         |
| 3,7-cm-KwK 36 3,7-cm-PaK 36               | L/45         | PzGr. 40      | 64                                        | 34                                        | –                                         | –                                         | –                                         |
| 5-cm-KwK 38                               | L/42         | PzGr. 39      | 54                                        | 46                                        | 36                                        | 28                                        | 22                                        |
| 5-cm-KwK 38                               | L/42         | PzGr. 40      | 96                                        | 58                                        | –                                         | –                                         | –                                         |
| 5-cm-KwK 39 5-cm-PaK 38                   | L/60         | PzGr. 39      | 67                                        | 57                                        | 44                                        | 34                                        | 26                                        |
| 5-cm-KwK 39 5-cm-PaK 38                   | L/60         | PzGr. 40      | 130                                       | 72                                        | 38                                        | –                                         | –                                         |
| 7,5-cm-KwK 37 (Stummel)                   | L/24         | PzGr. 39      | 41                                        | 39                                        | 35                                        | 33                                        | 30                                        |
| 7,5-cm-KwK 37 (Stummel)                   | L/24         | Gran. 38 Hl   | 100                                       | 100                                       | 100                                       | 100                                       | –                                         |
| 7,5-cm-KwK 40                             | L/43         | PzGr. 39      | 98                                        | 91                                        | 82                                        | 72                                        | 63                                        |
| 7,5-cm-KwK 40                             | L/43         | PzGr. 40      | 126                                       | 108                                       | 87                                        | 69                                        | –                                         |
| 7,5-cm-KwK 40                             | L/48         | PzGr. 39      | 106                                       | 96                                        | 85                                        | 74                                        | 64                                        |
| 7,5-cm-KwK 40                             | L/48         | PzGr. 40      | 143                                       | 120                                       | 97                                        | 77                                        | –                                         |
| 7,5-cm-KwK 42 7,5-cm-PaK 42 7,5-cm-PjK 42 | L/70         | PzGr. 39/42   | 138                                       | 124                                       | 111                                       | 99                                        | 89                                        |
| 7,5-cm-KwK 42 7,5-cm-PaK 42 7,5-cm-PjK 42 | L/70         | PzGr. 40/42   | 194                                       | 174                                       | 149                                       | 127                                       | 106                                       |
| 8,8-cm-KwK 36 8,8-cm-FlaK 36              | L/56         | PzGr. 39      | 120                                       | 110                                       | 100                                       | 91                                        | 84                                        |
| 8,8-cm-KwK 36 8,8-cm-FlaK 36              | L/56         | PzGr. 40      | 171                                       | 156                                       | 138                                       | 123                                       | 110                                       |
| 8,8-cm-KwK 36 8,8-cm-FlaK 36              | L/56         | Gran. 39 Hl   | 90                                        | 90                                        | 90                                        | 90                                        | 90                                        |
| 8,8-cm-KwK 36 8,8-cm-FlaK 36              | L/56         | Gran. 39 Hl   | 100 %1                                    | 100 %1                                    | 99 %1                                     | 91 %1                                     | 89 %1                                     |
| 8,8-cm-KwK 43 8,8-cm-PjK 43 8,8-cm-PaK 43 | L/71         | PzGr. 39/43   | 203                                       | 185                                       | 165                                       | 148                                       | 132                                       |
| 8,8-cm-KwK 43 8,8-cm-PjK 43 8,8-cm-PaK 43 | L/71         | PzGr. 40/43   | 237                                       | 217                                       | 193                                       | 171                                       | 153                                       |
| 8,8-cm-KwK 43 8,8-cm-PjK 43 8,8-cm-PaK 43 | L/71         | Gran. 39/3 Hl | 90                                        | 90                                        | 90                                        | 90                                        | 90                                        |
| 12,8-cm-PaK 44                            | L/55         | PzGr. 39      | 187                                       | 166                                       | 143                                       | 127                                       | 117                                       |
| 12,8-cm-PaK 44                            | L/55         | PzGr. 40/43   | 193                                       | 178                                       | 167                                       | 157                                       | 148                                       |
| 12,8-cm-KwK 44 12,8-cm-PjK 44             | L/55         | PzGr. 39      | –                                         | 166                                       | 143                                       | –                                         | 117                                       |
| 12,8-cm-KwK 44 12,8-cm-PjK 44             | L/55         | PzGr. 40/43   | 223                                       | 212                                       | 200                                       | 189                                       | 178                                       |

Erläuterungen
- Wahrscheinlichkeitswert (1–100)%1: Versuchsweise erreichte Eindringtiefe, Zielfläche 2,5 m × 2,9 m
- Mittlere Durchschlagskraft gegen homogene, gewalzte Panzerstahlplatten bei einem Auftreffwinkel von 30° zur Vertikalen des Panzerfahrzeugs.

## Technische Daten
Es wurden verschiedene Ausführungen des Geschosses produziert, die in der Regel nur geringe Änderungen aufwiesen. Die jeweilige Spezifikation war in Form von Buchstabe/Zahlen-Codes an Granate und Kartusche aufgetragen. Die Abkürzung „FES“ beispielsweise, die sich auf vielen Granaten wiederfindet, wies auf die Verwendung von Sintereisen in den Führungsbändern hin – dies führte im Gegensatz zum knappen Messing zu einem hohen Verschleiß der Rohre. Der rote Ring am Granatkörper symbolisierte das Vorhandensein einer pyrotechnischen Ladung zur Erzeugung einer Leuchtspur.
Für die PzGr. 40 wurden – bei prinzipiell gleichem Aufbau – unterschiedliche Patronenhülsen gefertigt, um sie aus verschiedenen Waffensystemen unterschiedlicher Kaliberlänge verschießen zu können. So wurde zum Beispiel aus der 7,5-cm-PaK 40 (L/46) und der 7,5-cm-KwK 40 (L/48), bei völlig unterschiedlichen Granatkartuschen, das gleiche Projektil verschossen.
Granatkartuschen 75-mm-Munition
- 75 × 495 mm R (R = Rand-Kartusche)
- 75 × 640 mm R
- 75 × 714 mm R